# سیارک ۳۹۵۲
سیارک ۳۹۵۲ (به انگلیسی: 3952 Russellmark، نامگذاری:1986EM2) سه هزار و نهصد و پنجاه و دومین سیارک کشف شده‌است که در ۱۴ مارس ۱۹۸۶ کشف شد.
قدر مطلق سیارک برابر ۱۳٫۹۰ است.